# Kat (film)
Kat (hiszp. El verdugo) – hiszpańsko-włoska czarna komedia filmowa z 1963 roku w reżyserii Luisa Garcii Berlangi. Scenariusz Berlanga napisał wspólnie z Rafaelem Azconą i Ennio Flaiano. Film został uhonorowany Nagrodą FIPRESCI na 24. MFF w Wenecji.

## Fabuła
Amadeo, kat w Madrycie, poznaje José Luisa, pracownika zakładu pogrzebowego, który ma odebrać więźnia, na którym Amadeo właśnie wykonał wyrok. José Luis nie może znaleźć dziewczyny, bo wszystkie dziewczyny odchodzą od niego, gdy dowiadują się, że pracuje w zakładzie pogrzebowym. Córka Amadeo, Carmen, nie może znaleźć chłopaka, bo wszyscy kandydaci odchodzą, gdy dowiadują się, że jej ojciec jest katem. Carmen i José Luis poznają się i rozpoczynają związek, który deklarują Amadeo, gdy Carmen zachodzi w ciążę.
Amadeo ma nadzieję, że rząd da mu mieszkanie (biorąc pod uwagę, że jest urzędnikiem państwowym), ale odmawiają mu, bo zanim mu je dadzą, będzie już na emeryturze. Wraz z córką podstępem zmusza José Luisa do przyjęcia roli kata, aby zachować mieszkanie, zapewniając go, że nie będzie musiał nikogo zabijać. Kiedy przychodzi rozkaz wykonania egzekucji na Majorce, José Luis jest przerażony i chce zrezygnować, ale to oznaczałoby utratę mieszkania i zwrot zarobionej pensji. Amadeo i Carmen mówią mu, żeby poczekał do ostatniej chwili, bo więzień jest chory i na pewno umrze przed egzekucją. W końcu José Luis zostaje desperacko zawleczony na egzekucję, tak jakby to on był skazańcem, a nie katem.

## Obsada
- Nino Manfredi – José Luis Rodríguez
- Emma Penella – Carmen
- José Isbert – Amadeo
- José Luis López Vázquez – Antonio Rodríguez
- Ángel Álvarez – Álvarez
- Guido Alberti – naczelnik więzienia
- Julia Caba Alba – kobieta odwiedzająca miejsce pracy
- María Luisa Ponte – Estefanía
- María Isbert – Ignacia
- Erasmo Pascual – San Martín
- Xan das Bolas – strażnik w miejscu pracy
- José Orjas – markiz
- José María Prada – strażnik
- Félix Fernández – kościelny
- Antonio Ferrandis – funkcjonariusz więzienny
- Lola Gaos – kobieta odwiedzająca miejsce pracy
- Santiago Ontañón – akademik Corcuera
- Alfredo Landa – kościelny
- José Sazatornil – administrator
- Agustín González – mężczyzna walczący na ulicy
- Goyo Lebrero – mężczyzna walczący na ulicy
- Sergio Mendizábal – towarzysz markiza
- Chus Lampreave – kobieta odwiedzająca miejsce pracy
- José Luis Coll – organista[3]

## Produkcja
Zdjęcia kręcono w Madrycie i w Palma de Mallorca.